# Waremme
Waremme (in vallone Wareme, in olandese Borgworm, in italiano Voromia) è una città francofona del Belgio situata nella Regione Vallone, nella provincia di Liegi.
Al 1º gennaio 2012 a Waremme vivono 14 789 abitanti stanziati su una superficie di 31,04 km², cioè 453 abitanti per km². Waremme è capoluogo ("chef-lieu") dell'arrondissement omonimo ed il centro principale dell'Hesbaye, la regione agricola nella quale è situata.
L'attuale entità amministrativa è stata creata dalla fusione, nel 1977, dei comuni di Waremme, Bettincourt (Bettenhoven in olandese), Bleret, Bovenistier, Grand-Axhe, Petit-Axhe, Langremange e Oleye.
Waremme è attraversata dal fiume Geer e si trova nella regione agricola della Hesbaye; le culture che vanno per la maggiore sono i cereali e le barbabietole da zucchero. Inoltre nella regione vi è una florida industria agro-alimentare: basti pensare che la superficie agricola occupa il 70% della superficie totale del comune.
La cittadina di Waremme rappresenta un polo scolare per tutta la regione (ci sono circa 5 000 studenti che vi si recano ogni giorno), oltre che un polo amministrativo, culturale e sportivo.
Sul territorio del comune di Waremme si trova una piccola riserva naturale, situata tra la zona industriale ed il villaggio di Bleret.

## Amministrazione

### Gemellaggi
- Skopje, dal 1975
- Gérardmer 23 settembre 1978
- Gallinaro 12 settembre 1999